# Judo op de Pan-Amerikaanse Spelen 2007
Judo is een van de sporten die beoefend werden tijdens de Pan-Amerikaanse Spelen 2007 in Rio de Janeiro, Brazilië. Het toernooi in het Riocentro begon op 19 juli en eindigde op 22 juli. Aan het evenement deden in totaal 139 judoka's uit 22 landen deel.

## Medaillewinnaars

### Mannen
| Gewichtsklasse             | Goud              | Zilver             | Brons              |
| -------------------------- | ----------------- | ------------------ | ------------------ |
| Extra-lichtgewicht – 60 kg | Miguel Albarracín | Yosmani Pike       | Javier Guédez      |
| Extra-lichtgewicht – 60 kg | Miguel Albarracín | Yosmani Pike       | Alexandre Lee      |
| Half-lichtgewicht – 66 kg  | João Derly        | Roberto Ibáñez     | Yordanis Arencibia |
| Half-lichtgewicht – 66 kg  | João Derly        | Roberto Ibáñez     | Ludwig Ortíz       |
| Lichtgewicht – 73 kg       | Ryan Reser        | Leandro Guilheiro  | Roland Girones     |
| Lichtgewicht – 73 kg       | Ryan Reser        | Leandro Guilheiro  | Nicholas Tritton   |
| Halfmiddengewicht – 81 kg  | Travis Stevens    | Mario Valles       | Franklin Cisneros  |
| Halfmiddengewicht – 81 kg  | Travis Stevens    | Mario Valles       | Óscar Cárdenas     |
| Middengewicht – 90 kg      | Tiago Camilo      | Jorge Benavides    | José Camacho       |
| Middengewicht – 90 kg      | Tiago Camilo      | Jorge Benavides    | Rick Hawn          |
| Halfzwaargewicht – 100 kg  | Oreidis Despaigne | Keith Morgan       | Teófilo Diek       |
| Halfzwaargewicht – 100 kg  | Oreidis Despaigne | Keith Morgan       | Luciano Corrêa     |
| Zwaargewicht + 100 kg      | Óscar Brayson     | Gabriel Schlittler | Carlos Zegarra     |
| Zwaargewicht + 100 kg      | Óscar Brayson     | Gabriel Schlittler | Joel Brutus        |

### Vrouwen
| Gewichtsklasse             | Goud               | Zilver          | Brons               |
| -------------------------- | ------------------ | --------------- | ------------------- |
| Extra-lichtgewicht – 48 kg | Yanet Bermoy       | Daniela Polzin  | Jeanette Rodriguez  |
| Extra-lichtgewicht – 48 kg | Yanet Bermoy       | Daniela Polzin  | Paula Pareto        |
| Half-lichtgewicht – 52 kg  | Sheila Espinosa    | Érika Miranda   | Flor Velásquez      |
| Half-lichtgewicht – 52 kg  | Sheila Espinosa    | Érika Miranda   | María García        |
| Lichtgewicht – 57 kg       | Danielle Zangrando | Valerie Gotay   | Yagnelys Mestre     |
| Lichtgewicht – 57 kg       | Danielle Zangrando | Valerie Gotay   | Diana Villavicencio |
| Halfmiddengewicht – 63 kg  | Driulis González   | Danielli Yuri   | Ysis Barreto        |
| Halfmiddengewicht – 63 kg  | Driulis González   | Danielli Yuri   | Daniela Krukower    |
| Middengewicht – 70 kg      | Ronda Rousey       | Mayra Aguiar    | Catherine Roberge   |
| Middengewicht – 70 kg      | Ronda Rousey       | Mayra Aguiar    | Yuri Alvear         |
| Halfzwaargewicht – 78 kg   | Edinanci Silva     | Yurisel Laborde | Marylise Lévesque   |
| Halfzwaargewicht – 78 kg   | Edinanci Silva     | Yurisel Laborde | Lorena Briceño      |
| Zwaargewicht + 78 kg       | Vanessa Zambotti   | Carmen Chalá    | Priscila Marques    |
| Zwaargewicht + 78 kg       | Vanessa Zambotti   | Carmen Chalá    | Ivis Dueñas         |

## Medaillespiegel
| Plaats | Land                   | Goud | Zilver | Brons | Totaal |
| 1      | Cuba                   | 5    | 3      | 5     | 13     |
| 2      | Brazilië               | 4    | 6      | 3     | 13     |
| 3      | Verenigde Staten       | 3    | 1      | 2     | 6      |
| 4      | Argentinië             | 1    | 0      | 3     | 4      |
| 5      | Mexico                 | 1    | 0      | 0     | 1      |
| 6      | Ecuador                | 0    | 2      | 1     | 3      |
| 7      | Canada                 | 0    | 1      | 3     | 4      |
| 8      | Colombia               | 0    | 1      | 1     | 2      |
| 9      | Venezuela              | 0    | 0      | 5     | 5      |
| 10     | Dominicaanse Republiek | 0    | 0      | 2     | 2      |
| 11     | El Salvador            | 0    | 0      | 1     | 1      |
| 11     | Haïti                  | 0    | 0      | 1     | 1      |
| 11     | Peru                   | 0    | 0      | 1     | 1      |
| Totaal | Totaal                 | 14   | 14     | 28    | 56     |